# خرگال
خرگال (به اسپانیایی: Gérgal) دهستانی در استان آلمریای اسپانیا است.
در این دهستان ۱۰۵۷ نفر زندگی می‌کنند. مساحت این دهستان ۲۲۸ کیلومتر مربع است.